# 폴리코사놀
폴리코사놀(영어: policosanol)은 사탕수수 등 식물 왁스나 밀랍 등에서 추출한 천연 지방 알코올 추출물을 총칭하는 이름이다. 주로 건강 보조 식품에 사용되며, 보통 저밀도 지질단백질(LDL)을 낮추고 고밀도 지질단백질(HDL)을 높여주는 효과가 있는 것으로 알려져 동맥경화를 방지하기 위한 영양 보충제로 사용되나 폴리코사놀의 효능에 대해서는 논쟁이 있다.
여러 연구가 진행되었으나 폴리코사놀이 저밀도 지질단백질(LDL)을 낮추고 고밀도 지질단백질(HDL)을 높여준다는 효과에는 서로 상반되는 연구가 나오는 등 논쟁이 있다. 쿠바 정부는 폴리코사놀의 연구에 대해 많은 지원을 하면서 약을 생산하고 판매하고 있다. 여러 독립된 임상 실험 결과에서는 폴리코사놀의 효과가 없으나, 기타 다른 연구에서는 이상지질혈증 등에 효과가 있다고도 주장한다.